# Nardophyllum deserticola
Nardophyllum deserticola es una especie de planta herbácea, perteneciente a la familia Asteraceae. Es originaria de Argentina.

## Descripción
Es un arbusto perennifolio endémico de Argentina donde se encuentra en Neuquén.

## Taxonomía
La especie fue descrita inicialmente como Aylacophora deserticola por Ángel Lulio Cabrera y publicada en  Boletín de la Sociedad Argentina de Botánica 4: 268, en 1953, actualmente es tanto un sinónimo como el basónimo de esta; y ulteriormente, sería transferida al género Nardophyllum por Guy L. Nesom en Phytologia 75(5): 362, en 1994.